# Colobanthera
Colobanthera é um género botânico pertencente à família Asteraceae.